# كلايتون بلاكمور
كلايتون بلاكمور (بالإنجليزية: Clayton Blackmore)‏ هو مدرب كرة قدم ولاعب كرة قدم بريطاني، ولد في 23 سبتمبر 1964 في نيث ‏ في المملكة المتحدة. شارك مع منتخب ويلز تحت 21 سنة لكرة القدم ومنتخب ويلز لكرة القدم. أما مع النوادي، فقد لعب مع مانشستر يونايتد ونادي بارنسلي ونادي بانغور سيتي ونادي بريستول سيتي ونادي ميدلزبره ونادي نيث ونوتس كاونتي.

## وصلات خارجية
- كلايتون بلاكمور على موقع الاتحاد الأوربي (الإنجليزية)
- كلايتون بلاكمور على موقع قاعدة بيانات كرة القدم.إي يو (الإنجليزية)
- كلايتون بلاكمور على موقع ناشيونال فوتبول تيمز (الإنجليزية)
- كلايتون بلاكمور على موقع Soccerbase.com (لاعب) (الإنجليزية)
- كلايتون بلاكمور على موقع عالم كرة القدم.نت (الإنجليزية)